# Coupe de Suisse de hockey sur glace
Pour les articles homonymes, voir Coupe de Suisse.
La Coupe de Suisse de hockey sur glace est une compétition de hockey sur glace organisée par la Swiss Ice Hockey Federation (SIHF). Disputée de 1956 à 1966, la coupe est mise entre parenthèses afin de concentrer l'attention des médias sur la Ligue nationale A (LNA). De retour en 1972, elle est à nouveau abandonnée. En septembre 2012, la FSHG annonce son intention de la réinstaurer à compter de la saison 2014-2015. Elle confirme officiellement sa décision en mai 2013. La version moderne de la Coupe doit opposer les clubs de National League (ex-LNA), de Swiss League (ex-LNB) et une dizaine d'équipes des ligues inférieures. En 2020, la Ligue nationale indique que, après sept éditions, elle cesse à nouveau ses activités sous sa forme actuelle en 2020-2021, les clubs de National League n'y prenant plus part.

## Histoire
La Coupe de Suisse voit le jour en 1956 sous l'impulsion du Lausannois Albert Walder, vice-président de la Ligue suisse de hockey sur glace (LSHG) et donateur du trophée remis au vainqueur. Les deux premières éditions sont enlevées par le Neuchâtel Sports Young Sprinters HC de Neuchâtel, vainqueurs du Zürcher Schlittschuh Club Lions puis du Lausanne Hockey Club,.
En 1959, le Servette Hockey Club devient le premier pensionnaire de Ligue nationale B (LNB), le second échelon national, à s'adjuger la Coupe. Il s'impose à domicile contre les double tenants du titre neuchâtelois 7 buts à 3, devant 11 820 spectateurs, une affluence record à la Patinoire des Vernets, même si d'autres sources indiquent un nombre inférieur de spectateurs présents. Un exploit qui est réédité en 1966 par le Grasshopper Club Zurich, en 2018 par les SC Rapperswil-Jona Lakers et en 2020 par le HC Ajoie.
Le premier doublé Coupe-championnat est réalisé en 1961 par le Zürcher SC, une performance répétée par le Club des patineurs de Berne en 1965 et le Grasshopper Club Zurich l'année suivante,.
Souhaitant concentrer l'attention des médias sur la Ligue nationale A (LNA), la FSHG décide de mettre la Coupe entre parenthèses. Elle est réintroduite lors d'une onzième édition en 1972 et remportée par le Genève-Servette HC, avant d’être à nouveau abandonnée.
En septembre 2012, l'idée de réinstaurer une Coupe de Suisse fait surface. La FSHG confirme en mai son intention de la ressusciter à compter de la saison 2014-2015. Elle doit opposer 32 équipes pour cette douzième édition : les 12 de LNA, les 10 de LNB et 10 autres de 1re ligue, le troisième niveau du hockey suisse (avant la création de la MySports League).
En février 2021 se tient la dernière édition de la Coupe de Suisse de hockey sur glace. Durant l’été, les ligues amateur décident de perpétuer la compétition sous le nom de National Cup,.
À partir de l’édition 2023-2024, les clubs de Swiss League intègrent la National Cup.

## Palmarès
En gras, les équipes qui ont également remporté le championnat de LNA cette année-là ; en italique les vainqueurs ne provenant pas de l'élite.
| Édition                           | Saison    | Vainqueur                                     | Finaliste                                 | Score       | Lieu                                                           | Affluence           |
| --------------------------------- | --------- | --------------------------------------------- | ----------------------------------------- | ----------- | -------------------------------------------------------------- | ------------------- |
| 1re                               | 1956-1957 | Neuchâtel Sports Young Sprinters HC (LNA)     | Zürcher SC (LNA)                          | 14 - 0      | Patinoire de Monruz, Neuchâtel                                 | 5 000 5 500 6 000   |
| 2e                                | 1957-1958 | Neuchâtel Sports Young Sprinters HC (LNA)     | Lausanne HC (LNA)                         | 11 - 5      | Patinoire de Montchoisi, Lausanne                              | 5 500               |
| 3e                                | 1958-1959 | Servette HC (LNB)                             | Neuchâtel Sports Young Sprinters HC (LNA) | 7 - 3       | Patinoire des Vernets, Genève                                  | 9 000 11 000 11 820 |
| 4e                                | 1959-1960 | Zürcher SC (LNA)                              | HC Viège (LNB)                            | 5 - 2       | Kunsteisbahn Litterna, Viège                                   | 4 200 5 000         |
| 5e                                | 1960-1961 | Zürcher SC (LNA)                              | HC Viège (LNA)                            | 5 - 3       | Hallenstadion, Zurich                                          | 7 500 8 000         |
| 6e                                | 1961-1962 | HC Ambrì-Piotta (LNA) (1)                     | Villars HC (LNB)                          | 5 - 3       | Patinoire de la Valascia, Quinto                               | 7 000 8 000         |
| 7e                                | 1962-1963 | Neuchâtel Sports Young Sprinters HC (LNA) (3) | Servette HC (LNB)                         | 7 - 3       | Patinoire des Vernets, Genève                                  | 4 300               |
| 8e                                | 1963-1964 | HC Viège (LNA) (1)                            | Zürcher SC (LNA)                          | 5 - 2       | Kunsteisbahn Litterna, Viège                                   | 3 500               |
| 9e                                | 1964-1965 | CP Berne (LNA)                                | Villars HC (LNA)                          | 5 - 2       | Kunsteisbahn Litterna, Viège                                   | 3 500 4 000         |
| 10e                               | 1965-1966 | Grasshopper Club Zurich (LNA) (1)             | Zürcher SC (LNA)                          | 6 - 3       | Hallenstadion, Zurich                                          | 6 200 6 500, 7 000  |
| Aucune édition entre 1966 et 1971 |           |                                               |                                           |             |                                                                |                     |
| 11e                               | 1971-1972 | Genève-Servette HC (LNA) (2)                  | HC Ambrì-Piotta (LNA)                     | 2 - 0 2 - 3 | Patinoire des Vernets, Genève Patinoire de la Valascia, Quinto | 3 700 7 000 10 000  |
| Aucune édition entre 1972 et 2014 |           |                                               |                                           |             |                                                                |                     |
| 12e                               | 2014-2015 | CP Berne (LNA) (2)                            | Kloten Flyers (LNA)                       | 3 - 1       | PostFinance Arena, Berne                                       | 17 131              |
| 13e                               | 2015-2016 | ZSC Lions (LNA) (3)                           | Lausanne HC (LNA)                         | 4 - 1       | Patinoire de Malley, Lausanne                                  | 7 600               |
| 14e                               | 2016-2017 | EHC Kloten (LNA) (1)                          | Genève-Servette HC (LNA)                  | 5 - 2       | Swiss Arena, Kloten                                            | 7 624               |
| 15e                               | 2017-2018 | SC Rapperswil-Jona Lakers (SL) (1)            | HC Davos (NL)                             | 7 - 2       | St. Galler Kantonalbank Arena, Rapperswil-Jona                 | 6 100               |
| 16e                               | 2018-2019 | EV Zoug (NL) (1)                              | SC Rapperswil-Jona Lakers (NL)            | 5 - 1       | St. Galler Kantonalbank Arena, Rapperswil-Jona                 | 6 100               |
| 17e                               | 2019-2020 | HC Ajoie (SL) (1)                             | HC Davos (NL)                             | 7 - 3       | Vaudoise aréna, Lausanne                                       | 9 284               |
| 18e                               | 2020-2021 | CP Berne (NL) (3)                             | ZSC Lions (NL)                            | 5 - 2       | Hallenstadion, Zurich                                          | 0                   |

## National Cup
| Édition | Saison    | Vainqueur                 | Finaliste           | Score | Lieu                                     | Affluence |
| ------- | --------- | ------------------------- | ------------------- | ----- | ---------------------------------------- | --------- |
| 1re     | 2021-2022 | HC Arosa (MSL)            | EHC Dübendorf (MSL) | 3 - 2 | Im Chreis, Dübendorf                     | 1 067     |
| 2e      | 2022-2023 | HCV Martigny (MHL)        | HC Arosa (MHL)      | 2 - 0 | Eiszentrum Luzern, Lucerne               | 778       |
| 3e      | 2023-2024 | HC Bâle (SL)              | HC Olten (SL)       | 3 - 2 | Eiszentrum Luzern, Lucerne               | 2 715     |
| 4e      | 2024-2025 | HC La Chaux-de-Fonds (SL) | GCK Lions (SL)      | 4 - 2 | Patinoire des Mélèzes, La Chaux-de-Fonds | 5 225     |